# Uring (Bukit)
Uring is een bestuurslaag in het regentschap Bener Meriah van de provincie Atjeh, Indonesië. Uring telt 234 inwoners (volkstelling 2010).